# Spathulariopsis
Spathulariopsis är ett släkte av svampar. Spathulariopsis ingår i familjen Cudoniaceae, ordningen Rhytismatales, klassen Leotiomycetes, divisionen sporsäcksvampar och riket svampar.
|                 | Spathularia                                 |
|                 |                                             |
|                 | Cudonia                                     |
|                 |                                             |
| Spathulariopsis | \| \| Spathulariopsis velutipes \| \| \| \| |
|                 | \| \| Spathulariopsis velutipes \| \| \| \| |
|                 | Spathulariopsis velutipes                   |
|                 |                                             |

|  | Spathulariopsis velutipes |
|  |                           |